# Escher Wyss (Stadt Zürich)
Escher Wyss ist ein Quartier in der Schweizer Stadt Zürich im Stadtkreis 5 (Industriequartier). Im Norden bildet die Limmat die Grenze des Quartiers. Nach Osten wird er durch den Eisenbahn-Viadukt der Wipkinger-Linie und im Süden durch die Bahngleise begrenzt. Im Westen endet das Quartier kurz hinter dem Fussballstadion Hardturm. Der Stadtteil hat seinen Namen von der Maschinenbaufirma Escher Wyss AG AG, die 1969 von Sulzer übernommen wurde. Teile davon wurden später in MAN (MAN Turbo) und Siemens (über Voest Alpine, VA Tech, WABAG) integriert.

## Geschichte
Das Escher-Wyss-Quartier war stets nur spärlich bewohnt. Zuerst befanden sich dort Bauernhöfe, die im Verlauf des 20. Jahrhunderts vorwiegend Industrie- und Lagergebäuden wichen. Dazu kamen wenige zusätzliche Wohnungsbauten. Seit den 1970er Jahren dominierte der Zuwachs an Bauten für den Dienstleistungssektor. Mitte der 1990er Jahre und anfangs der 2000er Jahre wächst das Wohnungsangebot im Quartier. Dazu beigetragen haben die Überbauung Limmatwest und die Überbauung des Steinfels-Areal anfangs 2000er Jahre.

## Bevölkerungsentwicklung des Quartiers
Quelle: Statistik & Daten: Escher Wyss

## Beschreibung
Das Escher-Wyss-Quartier wird durch einen grossen Platz, den Turbinenplatz bestimmt. Früher hatte diese Funktion der Escher-Wyss-Platz, wo sich 1972–2009 der markante Brunnen «Sirius» von Annemie Fontana in der Mitte befand. Über den Escher-Wyss-Platz führt seit 1972 die Hardbrücke, welche die ganze Umgebung optisch dominiert. Sie wurde für die Westtangente gebaut, welche als Provisorium dienen sollte, bis das Expressstrassen-Y fertiggestellt sei, was aber nie fertiggestellt wurde. Ein Abbruch wird von der Bevölkerung und Quartierpolitikern immer wieder gefordert, was sich zumindest kurzfristig nicht realisieren lässt. Ein wenig westlich vom Escher-Wyss-Platz liegt der Bahnhof Hardbrücke, der das Quartier an die S-Bahn Zürich anbindet. Wichtige lokale Verkehrsträger sind die Tramlinien 4 und 13, welche vom Hauptbahnhof her kommend (Fahrzeit etwa sechs Minuten) in die äusseren Quartiere Grünau (Altstetten) und Höngg verkehren. Die über die Hardbrücke verkehrenden Trolleybuslinien 33 und 72 stellen Verbindungen in die Hard und nach Wipkingen her.
Im Quartier sind das Gebäude von Swisscom, der Technopark und die KV Zürich Business School zu finden. Weitere Zeugen des Industriezeitalters sind die Areale Steinfels, Maag, Sulzer-Escher Wyss, Löwenbräu Zürich, sowie die Toni-Molkerei. Die betreffenden Areale wurden bereits umgenutzt, oder sind im Begriff umgenutzt zu werden, weisen allerdings häufig noch die alte, sorgfältig renovierte Bausubstanz auf. Unter den noch aktiv in Gebrauch stehen Arealen finden sich, die Swissmill (Stadtmühle), das VBZ-Tramdepot Hard, das Migros-Verteilzentrum Herdern (Sitz der Genossenschaft Migros Zürich und bis 1981 Sitz des Migros-Genossenschafts-Bundes). Im Quartier befinden sich auch die nach dem Migros-Gründer Gottlieb Duttweiler benannte Duttweilerstrasse und der daran anschliessende nördliche Brückenkopf der Duttweilerbrücke.

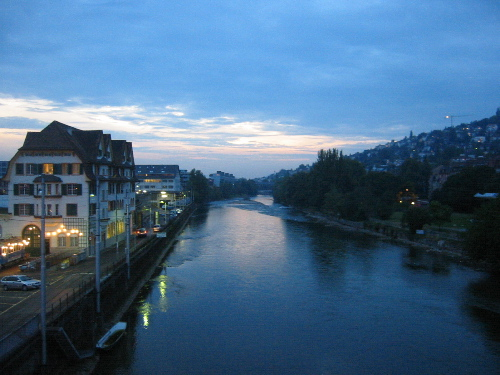
Blick von der Hardbrücke auf die Limmat mit dem Tramdepot am Escher-Wyss-Platz am linken Bildrand
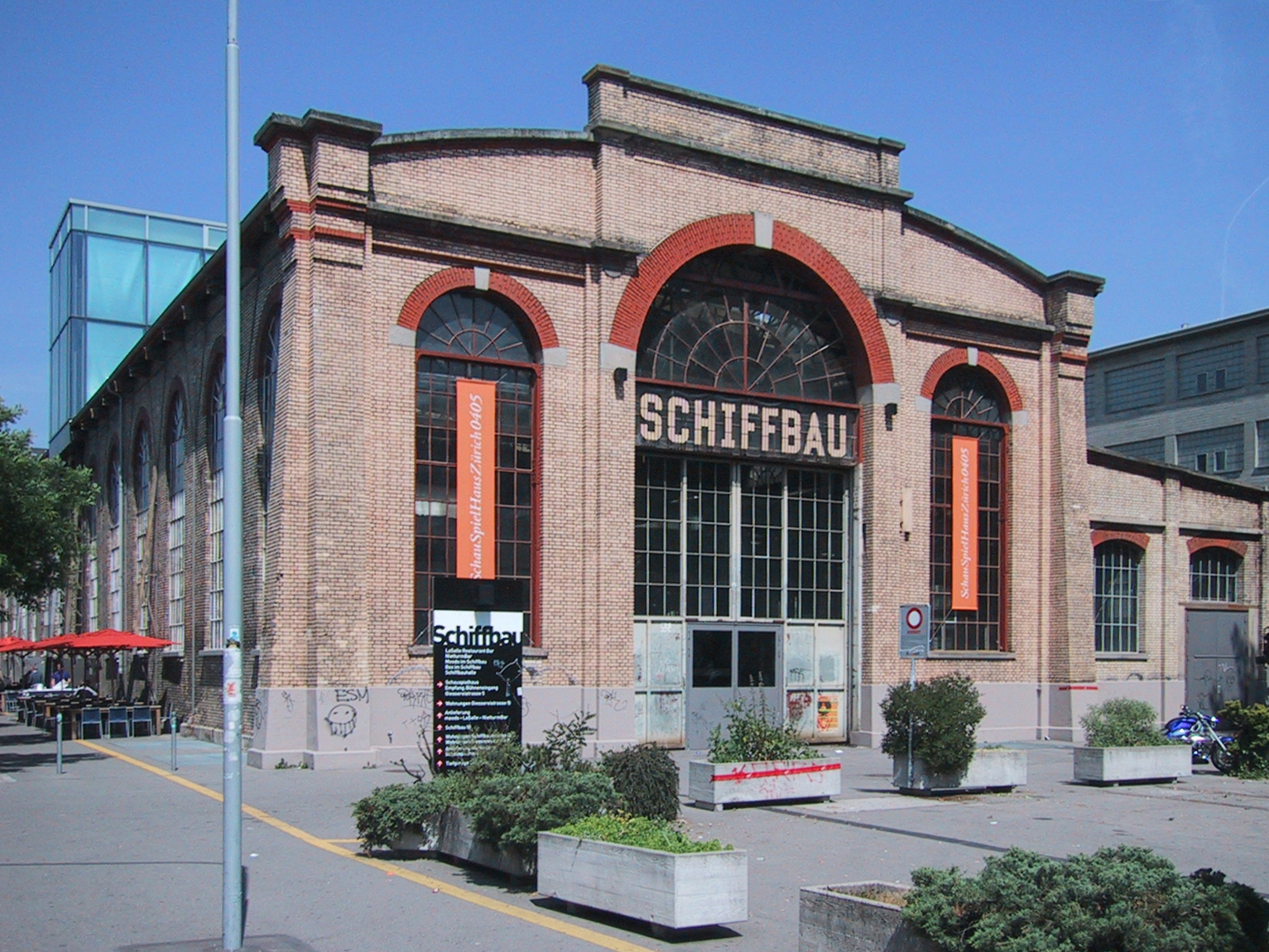
Theater und Kulturzentrum Schiffbau
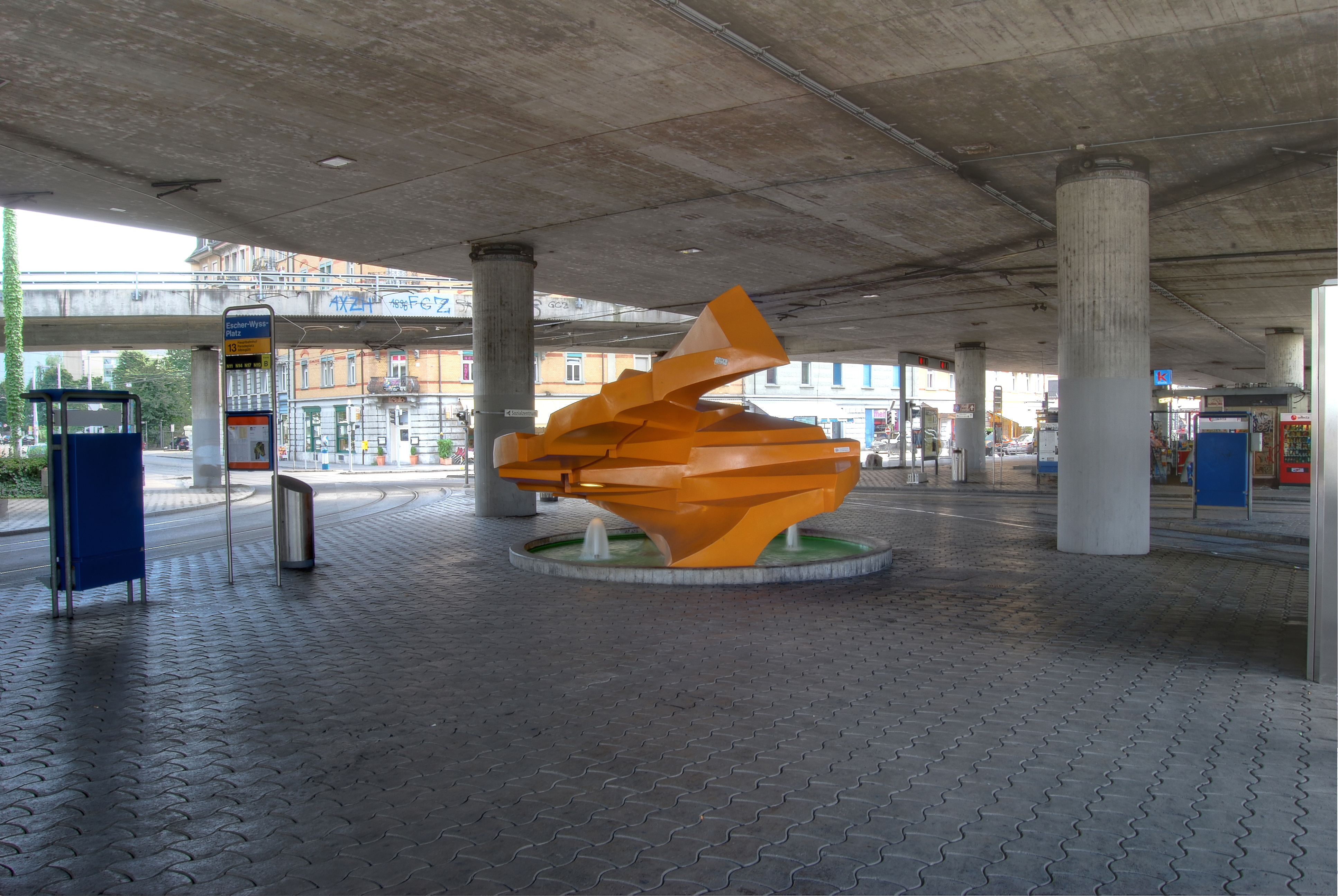
Escher-Wyss-Platz mit Sirius-Brunnen (1972–2009)
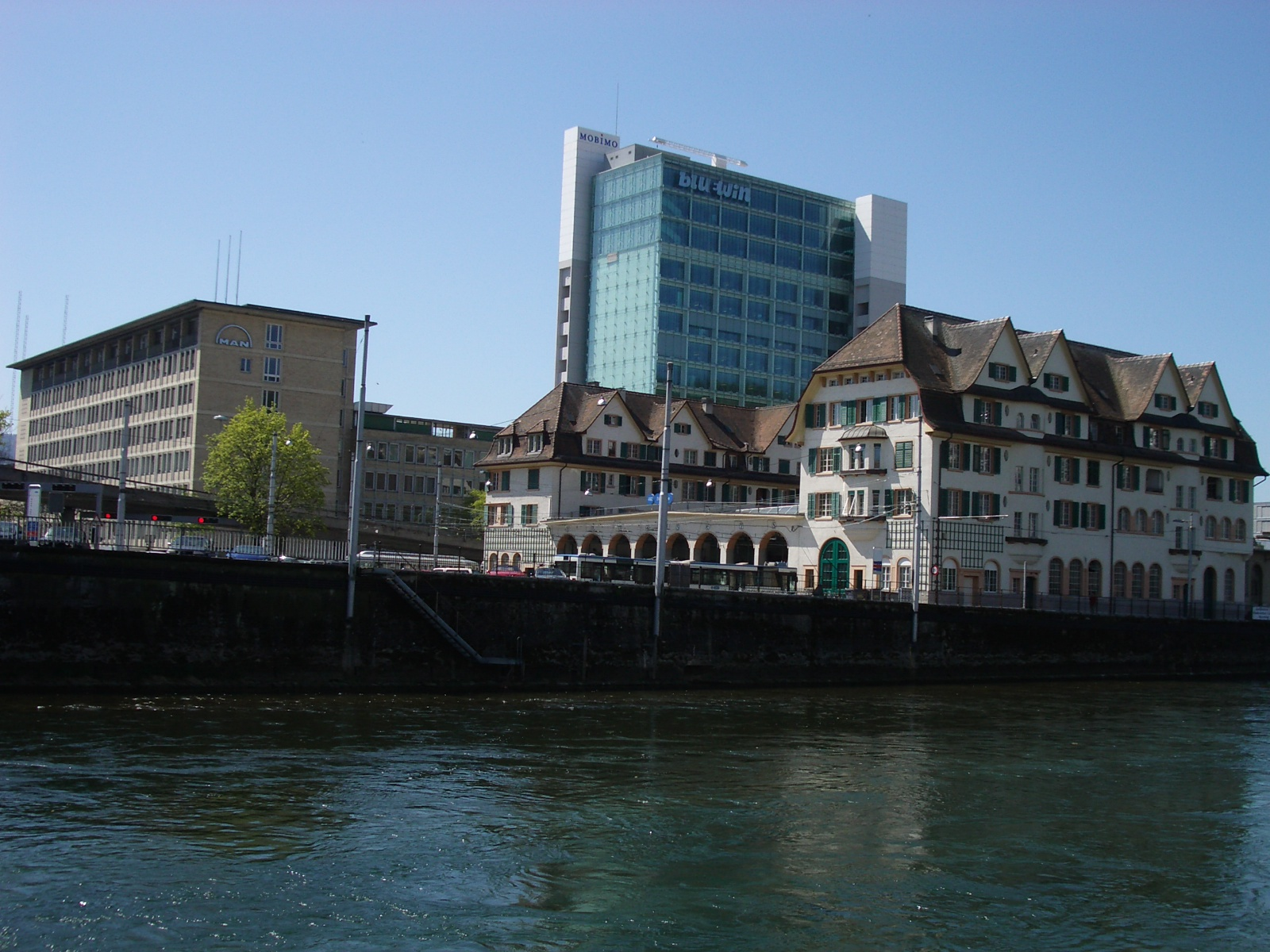
Ehemaliges Escher Wyss Verwaltungsgebäude, Bluewin Gebäude und Tramdepot Hard